# Atletica leggera ai Giochi della XXVII Olimpiade - 5000 metri piani femminili

Video della Finale (ultimo giro)

I 5000 metri piani hanno fatto parte del programma di atletica leggera femminile ai Giochi della XXVII Olimpiade. La competizione si è svolta nei giorni 22-25 settembre 2000 allo Stadio Olimpico di Sydney.

## Presenze ed assenze delle campionesse in carica
| Competizione         | Atleta           | Prestazione | Sydney 2000 |
| -------------------- | ---------------- | ----------- | ----------- |
| Olimpiadi 1996       | Wang Junxia      | 14'59”88    | Ritir. 1997 |
| Commonwealth 1998    | Kate Anderson    | 15'52”74    | Presente    |
| Goodwill Games 1998  | Olga Egorova     | 15'53”05    | Presente    |
| Europei 1998         | Sonia O'Sullivan | 15'06”50    | Presente    |
| Coppa del mondo 1998 | Sonia O'Sullivan | 16'24”52    | Presente    |
| Africani 1999        | Ayelech Worku    | 15'38”22    | Presente    |
| Mondiali 1999        | Gabriela Szabó   | 14'41”82    | Presente    |
|                      |                  |             |             |
| Mondiali junior 1996 | Ayelech Worku    | 15'40”03    | Presente    |

1. ↑  Sotto la bandiera dell'Irlanda.

## La gara
Finale: Gabriela Szabó si mette davanti al gruppo, ma solo per mantenere un ritmo basso. Ci riesce.

A tre giri dalla fine le etiopiche decidono di andarsene. Solo la Szabó e la O'Sullivan le seguono.

All'ultimo giro Gabriela Szabó lancia lo sprint, supera le etiopiche ed entra per prima sulla retta finale. Anche l'irlandese O'Sullivan passa le africane, poi si getta sulla rumena. Sembra affiancarla, ma la Szabó mantiene un metro di vantaggio e taglia per prima il traguardo.

La vincitrice ha coperto gli ultimi 200 metri in 28"6 e l'ultimo giro in 60 secondi netti.
Sonia O'Sullivan è la prima atleta irlandese a vincere una medaglia alle Olimpiadi.

Gete Wami è la prima atleta etiope a vincere una medaglia sui 5000 metri alle Olimpiadi, specialità nella quale in futuro il suo Paese farà incetta di medaglie.

## Risultati

### Turni eliminatori
| 3 Batterie | 22 settembre | 48 partenti    | Si qualificano le prime 4 più i 3 migliori tempi. |
| Finale     | 25 settembre | 15 concorrenti |                                                   |

### Finale
Stadio Olimpico, lunedì 25 settembre, ore 20:55.
| Pos | Paese    | Atleta           | Tempo    |
| --- | -------- | ---------------- | -------- |
|     | Romania  | Gabriela Szabó   | 14'40"79 |
|     | Irlanda  | Sonia O'Sullivan | 14'41"02 |
|     | Etiopia  | Gete Wami        | 14'42"23 |
| 4   | Etiopia  | Ayelech Worku    | 14'42"67 |
| 5   | Germania | Irina Mikitenko  | 14'43"59 |
| 6   | Kenya    | Lydia Cheromei   | 14'47"35 |
| 7   | Etiopia  | Worknesh Kidane  | 14'47"40 |
| 8   | Russia   | Ol'ga Egorova    | 14'50"31 |